# Agostino (roman)
Pour les articles homonymes, voir Agostino.
Agostino est un roman d'Alberto Moravia, paru en 1943, et illustré de deux lithographies de Renato Guttuso.

## Résumé
Augustin, un garçon de treize ans, vit avec sa mère, une jeune et belle veuve, à laquelle il voue une véritable vénération. La mère et son fils passent leurs vacances d'été dans une station balnéaire de la côte toscane et profitent de moments privilégiés, notamment sur la plage et à l'heure de la baignade quand Agostino a le vif plaisir de prendre la mer avec sa mère dans une petite embarcation. Ces moments de bonheur sont brusquement interrompus lorsque Renzo, un séduisant jeune homme, propose des randonnées au large à la mère qui, à la grande déception d'Agostino, accepte l'invitation. Bientôt, la jeune femme prend l'habitude de se baigner avec Renzo, laissant Agostino, blessé et amer.
Seul sur la plage, Agostino rencontre par hasard Berto, un voyou, qui le présente à sa bande d'adolescents tous issus de la région. Très différents d'Agostino par leur basse extraction sociale, ces jeunes hésitent à admettre un gosse de riche. Mais Agostino, attiré par ce monde tout nouveau pour lui, essaie d'y être admis et y parvient après qu'il leur ait offert des cigarettes volées dans le sac à main de sa mère. De ces jeunes rustres querelleurs qui se moquent de lui et le surnomme Pise, ville d'où vient Augustin, il apprend que sa mère est considérée par tous comme une femme facile et il en ressent à la fois de la honte, du dégout, mais aussi un sentiment trouble pour sa mère, comprenant que la fascination qu'il a toujours eue pour elle n'est pas exempte d'un désir aussi fort qu'inavouable.
Augustin rencontre également Saro, un homme qui possède un bateau et qui a une relation homosexuelle avec Homs, un jeune noir qui appartient à la bande de jeunes. Quand Agostino, qui n'est pas au courant de tout, est invité sur le bateau, il est contraint de faire face aux approches de Saro qui, compte tenu de l'ingénuité du garçon, n'insiste pas davantage.
De Tortima, le garçon le plus âgé du groupe, Agostino prend conscience de l'existence d'un bordel et, après avoir vu un soir sa mère embrasser Renzo dans le salon familial, décide qu'il veut lui aussi entrer dans le monde des adultes. Ayant obtenu l'argent nécessaire pour payer son entrée et celle de Tortima, il frappe à la porte de la maison close, mais en est rejeté parce qu'il est trop jeune.
Peu après, Augustin insiste pour rentrer, sans attendre la fin des vacances, à Pise, et demande à sa mère de ne plus être désormais traité comme un enfant, mais comme un homme.

## Éditions françaises
- Traduit par Jeanne Terracini, Paris, Charlot, 1946
- Traduit par Marie Canavaggia, Paris, Flammarion, 1962 ; Paris, J'ai lu no 334, 1969 ; Paris, Flammarion, coll. « GF » no 396, 1983 ; Paris, Flammarion, 2003  (ISBN 2-08-068442-6)

## Adaptation cinématographique
Le roman a inspiré à Mauro Bolognini le long métrage Agostino (1962), en cinémascope noir et blanc, tourné à Venise, et mettant en vedette Ingrid Thulin, Paolo Colombo, Mario Bartoletti et John Saxon.